# Estación Punta Colorada
Punta Colorada fue una estación de ferrocarril que se hallaba en la localidad homónima dentro de la comuna de La Higuera, en la Región de Coquimbo de Chile. Fue parte del Longitudinal Norte y actualmente se encuentra inactiva.

## Historia
La estación fue construida para el tramo del ferrocarril Longitudinal Norte construido entre La Serena y Toledo (en las cercanías de Copiapó), y que fue inaugurado en 1914. De acuerdo a Santiago Marín Vicuña en 1916, la estación se encuentra a una altitud de 396 m s. n. m.
Luego de la destrucción provocada por el terremoto de Vallenar de 1922, en 1923 fue reconstruida la casa habitación y oficina del jefe de la estación.
Con el cierre de todos los servicios de la Red Norte de la Empresa de los Ferrocarriles del Estado en junio de 1975, la estación Punta Colorada fue suprimida mediante decreto del 28 de julio de 1978. Actualmente la estación se encuentra abandonada, manteniéndose en pie algunas de las construcciones junto con una copa de agua y algunas vías.